# 湊町 (長崎県)
湊町（みなとまち）は、長崎県の島原半島にあった町。南高来郡に属した。1924年（大正13年）に隣接する島原町および島原村と合併し、改めて発足した島原町の一部となった。
現在の島原市東部、島原港の周辺地域にあたる。

## 地理
島原半島の東部沿岸部に位置する。当地は元は海域で、1792年（寛政4年）に発生した眉山の山体崩壊（島原大変）で流出した土砂や岩塊によって新たに生じた地に湊を構え、町を成した。東部の海域には島原大変の際に生じた九十九島と総称される多数の島々が点在する。
- 島嶼：爛場島、兎島、観音島、口形島、子持島、繁島、鷹島、鳶島、爛島、青木島、甲島、小島、櫛形島、南天島、鱈島、劔術島、平島、亀島、蔓島、龍宮島
- 河川：白水川
- 溜池：鰡（ぼら）池
- 港湾：島原港

## 沿革
幕末までは島原村および島原城下のそれぞれ一部に属していた。明治初期に幾度かの変遷を経て、1883年（明治16年）に島原町より分離し、湊町となった。
- 1889年（明治22年）4月1日 - 町村制施行により、南高来郡湊町が単独町制にて発足。
- 1913年（大正2年）9月24日 - 当村域に島原鉄道線の湊新地駅（のち島原湊駅、現在の島原船津駅）が開業。
- 1924年（大正13年）4月1日 - 島原町、島原村と合併して改めて島原町が発足し、湊町は自治体として消滅。

## 地名
湊町は他の高来地域各町村に見られる名の行政区（地名）を設置していない。また、大字も存在しない。このため「湊町○○番地」のように町名の次に番地を表記する住所表記となる。下記は湊町の主な通称地名（小字）である。
湊部（明治初期までの島原村域）
- 字湊上組
- 字湊下組
- 字湊新地

船津部（旧島原城下）
- 字有馬船津
- 字浦田船津
- 字白土船津（しらちふなつ）
- 字新地
- 字津町
- 字船津本通
- 字目鏡橋南
- 字元船津

## 交通

### 鉄道
島原鉄道
- 島原鉄道線

（島原町） - 島原湊駅
口之津鉄道
島原湊駅 - （島原村）

## 名所・旧跡
- 九十九島